# Oulston
Oulston är en ort och civil parish i Storbritannien.   Den ligger i grevskapet North Yorkshire och riksdelen England, i den centrala delen av landet, 300 km norr om huvudstaden London. Oulston ligger 124 meter över havet och antalet invånare är 102.
Terrängen runt Oulston är platt åt sydväst, men åt nordost är den kuperad. Runt Oulston är det ganska tätbefolkat, med 67 invånare per kvadratkilometer. Närmaste större samhälle är Haxby, 17,6 km söder om Oulston. Trakten runt Oulston består till största delen av jordbruksmark.